# Vranduk
Vranduk, ilirska Arduba, naselje v osrednji Bosni, 10 km od Zenice. Stoji na levi obali reke Bosne na mestu, kjer je reka najožja in ima videz soteske.

## Zgodovina
Naselje je zgrajeno na temeljih nekdanjega ilirskega naselja Arduba. 
Ime Vranduk je prvič omenjeno leta 1410. Zaradi svoje dobre geostrateške lege je nadziral promet med Panonsko nižino in obalo Jadranskega morja. Bil je samo eno od mnogih srednjeveških bosanskih mest v tej regiji, ki je imela bogato politično, gospodarsko in kulturno življenje. 
Od starega dela mesta se je ohranila citadela s stolpom in del obzidja, ki je obdajalo središče mesta. V bližini stolpa je džamija sultana Mehmeda Osvajalca.  Po nekaterih podatkih je zgrajena na ostankih srednjeveške cerkve. Pod mestom je ohranjen predor, zgrajen med drugo svetovno vojno. 

## Geografija
Vranduk spada v Zeniškodobojski kanton, ki ima dvanajst občin: Breza, Doboj-jug, Kakanj, Maglaj, Olovo, Tešanj, Usora, Vareš, Visoko, Zavidovići, Zenica in Žepče. Kanton meri 3.950 km2 in ima približno 400.000 prebivalcev. Ozemlje je večinoma hribovito. Ob reki Bosni je magistralna cesta M-17, ki se navezuje na avtocesto Zagreb-Beograd in cesto Slavonski Brod-Sarajevo-Neum. 

## Gospodarstvo
Več kot polovica področja je gozdnata. V okolici se ukvarjajo predvsem s sadjarstvom, zelenjavarstvom in govedorejo, pridelavo mleka in mlečnih proizvodov ter mesa in mesnih proizvodov. Poleg kmetijstva je na tem področju tudi rudarstvo, predelava kovin, lesna in tekstilna industrija in predelava usnja. 